# The Raymond Roussel Society
La Raymond Roussel Society es una organización educativa sin ánimo de lucro con sede en Nueva York, EE. UU., dedicada a promover y honrar la figura del poeta y novelista francés Raymond Roussel y su obra, así como la promoción de la cultura y el arte a través del espíritu de Roussel.

## The Raymond Roussel Society Medal
La Medalla de la Raymond Roussel Society (The Raymond Roussel Society Medal, en inglés) o la Medalla galleta (Cookie Medal, en inglés) es un premio y un título creados en 2017 por The Raymond Roussel Society con el propósito de honrar a artistas y a multiplicadores culturales.  
La medalla fue ideada por el artista español Joan Bofill-Amargós. La creación de ésta fue el fruto de la colaboración entre Joan Bofill-Amargós; el orfebre, joyero y escultor Enric Majoral y el chef pastelero Jordi Roca.

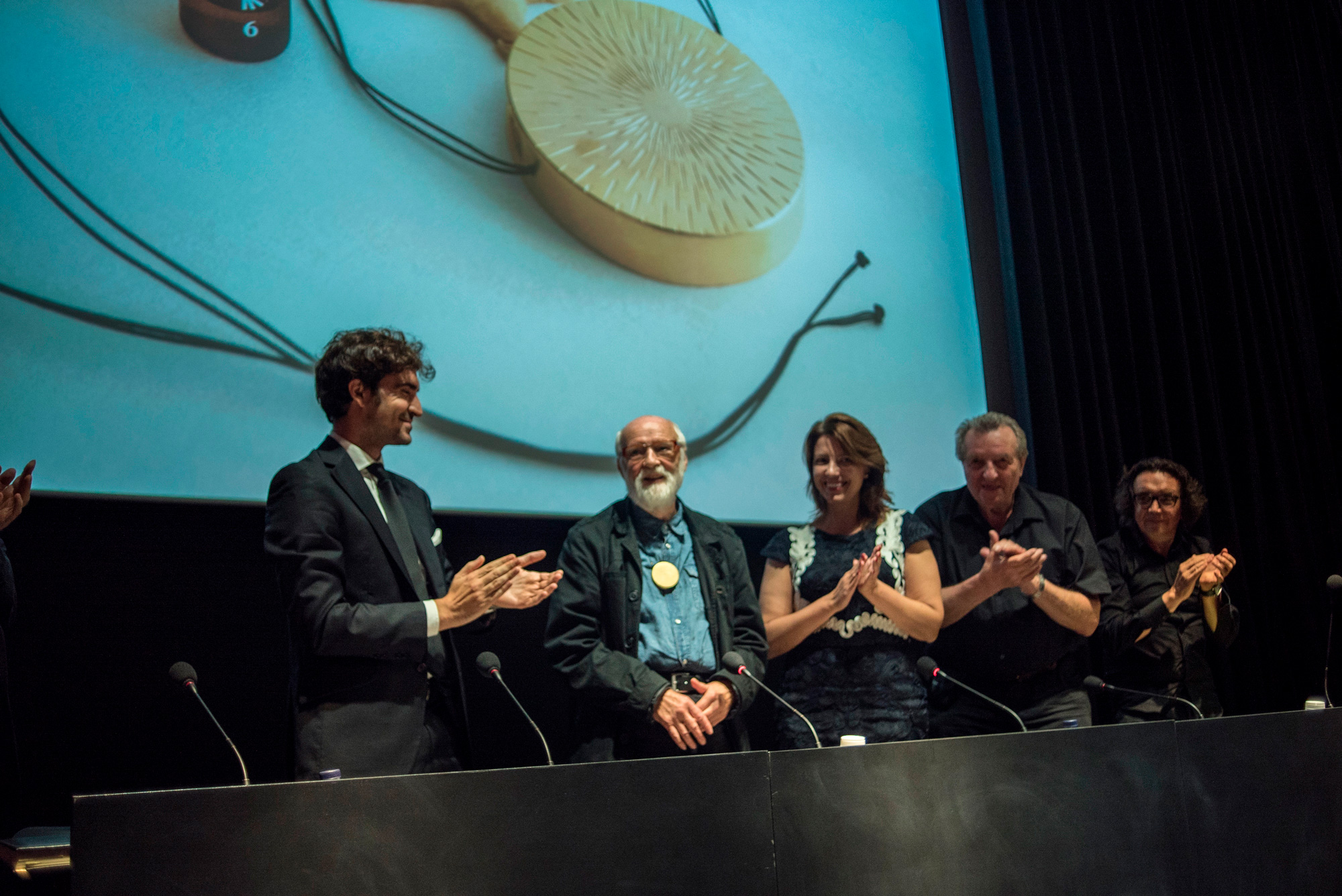
Jan Švankmajer nombrado miembro de honor de la Raymond Roussel Society y recibiendo la medalla Raymond Roussel Society en La Filmoteca de Catalunya, Barcelona en septiembre de 2018.

## Destinatarios
- 2017, John Ashbery[1][2]
- 2018, Jan Švankmajer[3][4][5]
- 2019, Stuart Cornfeld
- 2022, Jack Bond[6][7]